# America's Cup 1995
America's Cup 1995 avgjordes i San Diego i USA. Försvarare av pokalen var 1992 års segrare San Diego Yacht Club. Tävlingen seglades med IACC-båtarna.
Team New Zealand vann denna upplaga av America's Cup med 5-0 mot Young America.

## Deltagare

### Försvarare
- America³ (San Diego Yacht Club, USA)
- Stars & Stripes (San Diego Yacht Club, USA)
- Young America (San Diego Yacht Club, USA)

### Utmanare
- Desafio Español (Monte Real Club de Yates de Bayona och Real Club Nautico de Valencia, Spanien)
- Le Defi Français (Yacht Club de Sete, Frankrike)
- Nippon Challenge (Nippon Yacht Club, Japan)
- One Australia (Southern Cross Yacht Club, Australien)
- Sydney 95 (Australian Yacht Club, Australien)
- Tag Heuer (Tutukaka South Pacific Yacht Club, Nya Zeeland)
- Team New Zealand (Royal New Zealand Yacht Squadron, Nya Zeeland)

### Nedlagda projekt
- Le Défi France (Yacht Club de Antibes, Frankrike)
- Age of Russia (St. Petersburg Yacht Club, Ryssland)